# Liste der Kulturgüter in Riniken
Die Liste der Kulturgüter in Riniken enthält alle Objekte in der Gemeinde Riniken im Kanton Aargau, die gemäss der Haager Konvention zum Schutz von Kulturgut bei bewaffneten Konflikten, dem Bundesgesetz vom 20. Juni 2014 über den Schutz der Kulturgüter bei bewaffneten Konflikten sowie der Verordnung vom 29. Oktober 2014 über den Schutz der Kulturgüter bei bewaffneten Konflikten unter Schutz stehen.
Objekte der Kategorie A sind im Gemeindegebiet nicht ausgewiesen, Objekte der Kategorie B sind vollständig in der Liste enthalten, Objekte der Kategorie C fehlen zurzeit (Stand: 1. Januar 2023). Unter übrige Baudenkmäler sind weitere geschützte Objekte zu finden, die in der Bau- und Nutzungsordnung der Gemeinde verzeichnet und nicht bereits in der Liste der Kulturgüter enthalten sind.

## Kulturgüter
| Foto |                                                                 | Objekt                               | Kat. | Typ | Standort                      | Beschreibung |
| ---- | --------------------------------------------------------------- | ------------------------------------ | ---- | --- | ----------------------------- | ------------ |
| BW   | Datei hochladen · Wikidata zu Ehemaliger Sodbrunnen (Q29580596) | Ehemaliger Sodbrunnen KGS-Nr.: 15712 | B    | K   | Hirschenplatz 656504 / 260573 |              |
| ja   | Datei hochladen · Wikidata zu Ruine Iberg (Q687225)             | Ruine Iberg KGS-Nr.: 15713           | B    | F   | 656316 / 261807               |              |

## Übrige Baudenkmäler
| ID  | Foto |                                                             | Objekt                            | Typ | Standort                            | Beschreibung |
| --- | ---- | ----------------------------------------------------------- | --------------------------------- | --- | ----------------------------------- | ------------ |
| 901 | BW   | Datei hochladen                                             | Ehemaliges Bauernhaus (Märkihaus) | G   | Gemeindehausplatz 1 656484 / 260714 |              |
| 902 | ja   | Datei hochladen · Wikidata zu Bauernhaus, 1794 (Q105839996) | Bauernhaus                        | G   | Oberdorfstrasse 17 656521 / 260627  |              |
| 903 | BW   | Datei hochladen                                             | Ehemaliges Restaurant Hirschen    | G   | Hirschenstrasse 1 656490 / 260559   |              |
| 904 | BW   | Datei hochladen                                             | Ehemaliges Bauernhaus             | G   | Hirschenstrasse 2 656461 / 260515   |              |
| 905 | BW   | Datei hochladen                                             | Ehemaliges Bauernhaus             | G   | Haldenstrasse 12 656244 / 260471    |              |

Legende: Siehe Legende der Liste der Kulturgüter von nationaler und regionaler Bedeutung. Anstelle der KGS-Nummer wird als Objekt-Identifikator (ID) die Inventar- oder Gebäudenummer in der Bau- und Nutzungsordnung der Gemeinde verwendet.